# Péribsen
Seth-Péribsen est un roi de la IIe dynastie de la période thinite. Le nom en serekh de ce roi est très particulier car habituellement, il est surmonté du faucon symbolisant le dieu Horus, formant ainsi ce qui appelé le nom d'Horus, or ici le serekh est surmonté de l'animal sethien symbolisant le dieu Seth, formant ainsi un nom de Seth. Il semble que son successeur soit le roi Sekhemib, à moins que ce dernier ne soit identique à Péribsen, ce qui fait que son successeur pourrait être Khâsekhemouy. Son prédécesseur est quant à lui très incertain. Ni Manéthon, ni aucune liste royale datant de la XIXe dynastie ne le mentionnent sous ce nom. Le tombeau de Péribsen a été découvert en 1898 à Abydos. Elle a été bien conservée et a montré des traces de restauration entreprise au cours des périodes dynastiques ultérieures.

## Attestations

### Attestations contemporaines
Le roi est attesté par son nom de Seth et son nom de Nebty uniquement sous la forme Péribsen :
- un fragment de vase en travertin inscrit de Nesout-bity Nebty Péribsen et découvert dans la tombe de Merneith ; cette découverte dans cette tombe doit être dû à une contamination ultérieure, peut-être lors des fouilles d'Émile Amélineau[1],
- un vase cylindrique en grès, sans provenance connue et inscrit au nom de Seth du roi[1],
- un vase en schiste noir inscrit au nom de Seth du roi, sans provenance connue et aujourd'hui au Musée d'Archéologie nationale de Saint-Germain-en-Laye,
- un quatrième vase en porphyre inscrit au nom de Seth du roi sans provenance connue et mentionné par Kaplony[2],
- une empreinte de sceau d'un fonctionnaire du règne de Péribsen découvert à Éléphantine, plus précisément au nord du temple de Satet ; le titre du fonctionnaire inscrit est « scelleur de toutes les choses de Haute-Égypte »[1],
- une empreinte de sceau de Péribsen découvert dans la tombe K1 de Beit Khallaf datée de Djéser avec une empreinte de sceau de Khâsekhemouy et une empreinte de sceau de Djéser[1],[3],[4],
- de nombreux sceaux au nom du roi, faits d'argile et de boue et découverts dans la tombe P du roi ainsi que dans son enclos funéraire, tous deux situés à Abydos ; la très grande majorité des empreintes de sceaux mentionne le nom de Seth du roi, souvent précédé par la phrase « visite du roi à ... » ; cependant, une empreinte de sceau porte l'inscription Nesout-bity Péribsen suivi de la première attestation d'une phrase complète[5],[6],
- deux stèles funéraires en granit, d'aspect inachevées et rugueuses, et inscrites à son nom de Seth (JE 35261 et BM EA 35597)[1],[7],[3],[4].

Inscription sur le vase en porphyre[2].
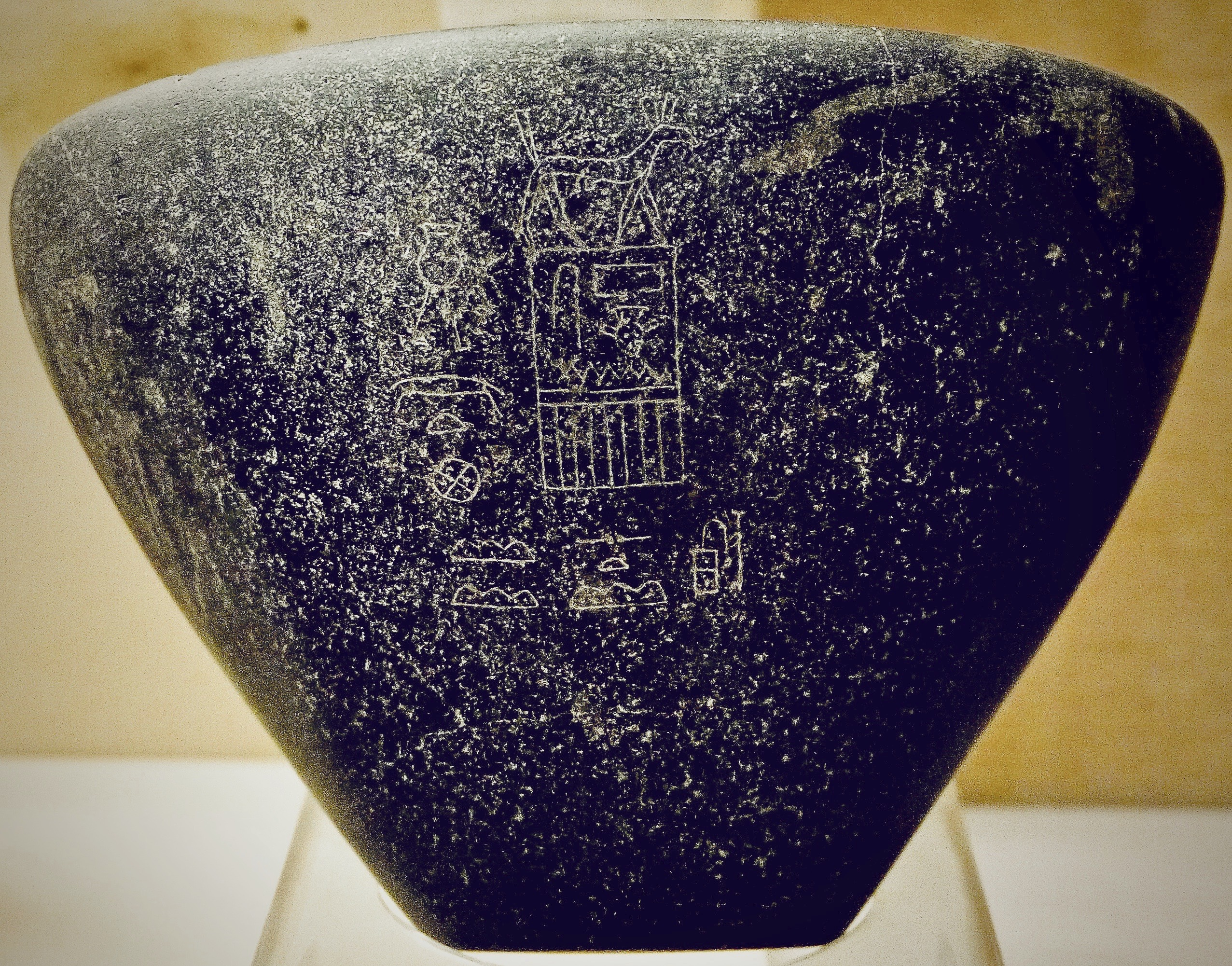
Vase en schiste noir portant le nom de Seth Péribsen - Musée d'Archéologie nationale de Saint-Germain-en-Laye.
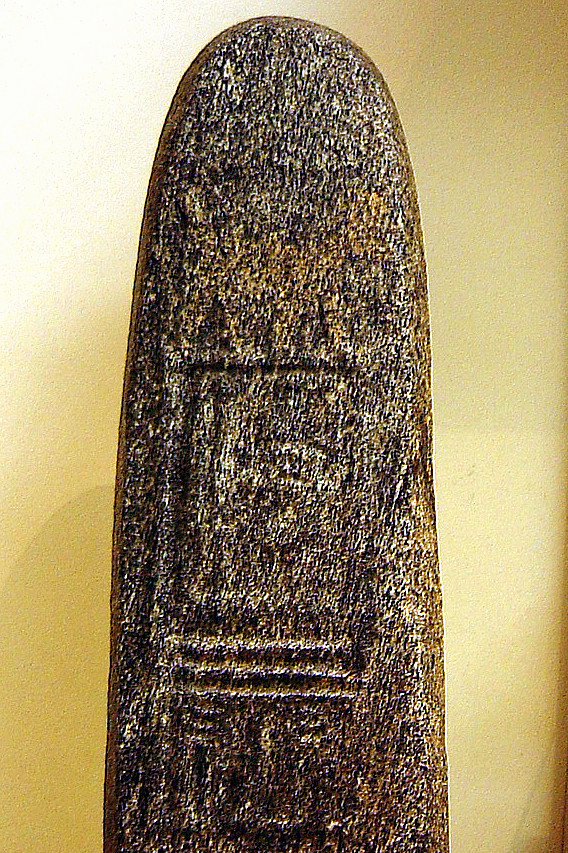
Stèle funéraire en granit de Péribsen - British Museum, Londres (EA 35597).
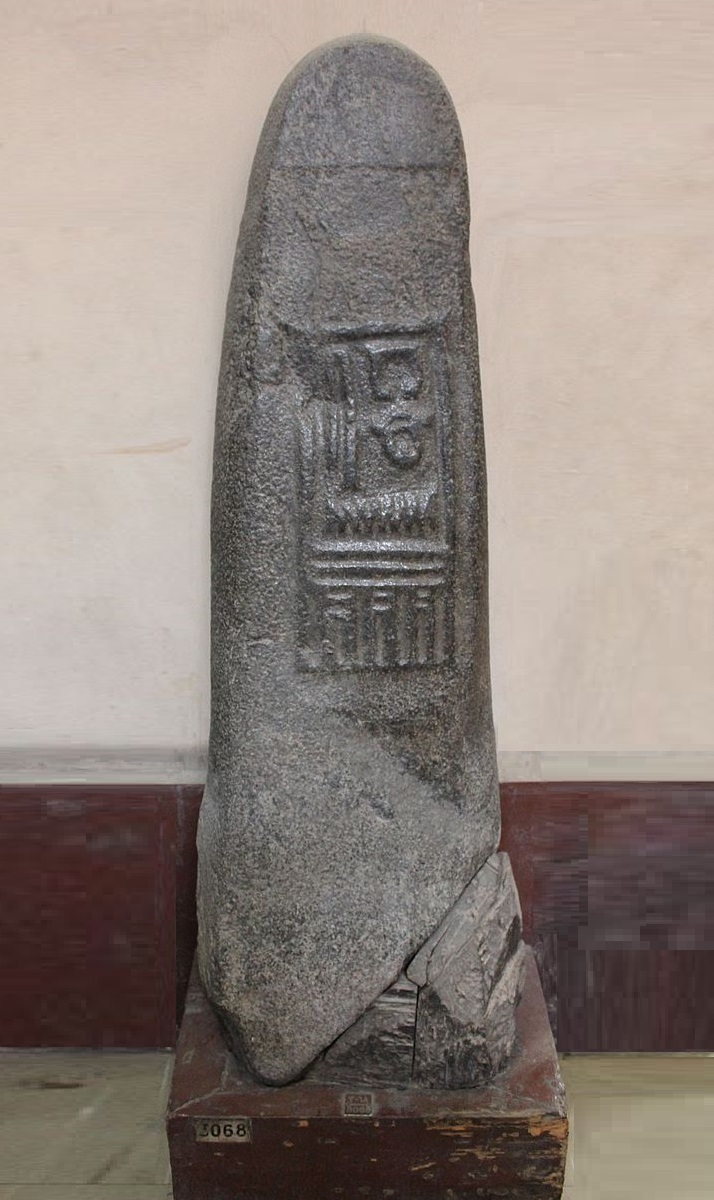
Stèle funéraire en granit de Péribsen - Musée égyptien du Caire (JE 35261).
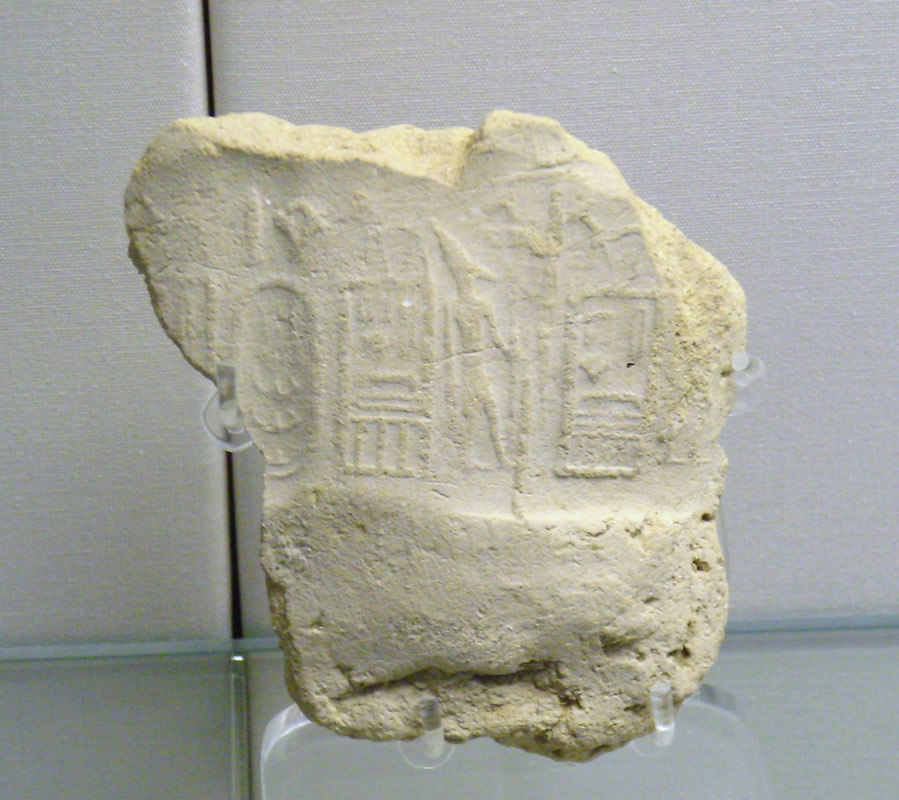
Empreinte de sceau de Péribsen provenant d'Abydos.
Empreinte de sceau de Péribsen provenant d'Abydos.
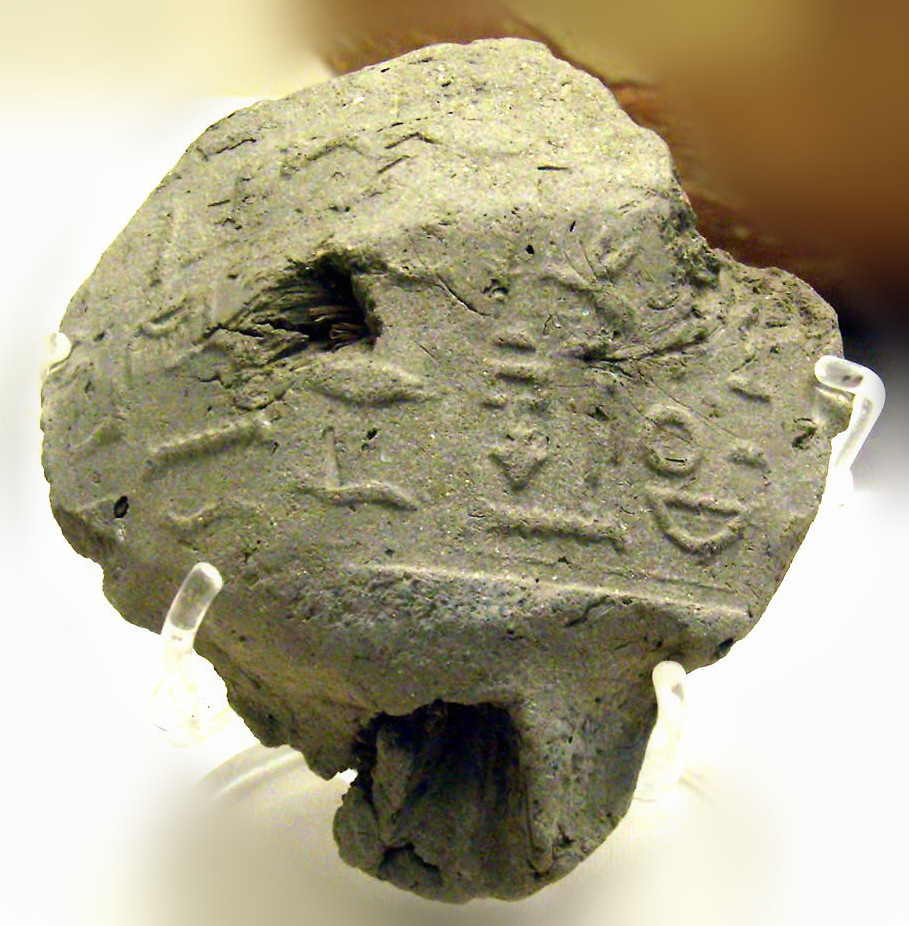
Empreinte de sceau de Péribsen provenant d'Abydos, inscrit du nom Nesout-bity Péribsen suivi de la plus ancienne phrase complète attestée et .

### Attestations ultérieures
Quelques attestations postérieures au règne de Péribsen sont chronologiquement relativement proches de ce règne : il s'agit des inscriptions de la tombe de Shéry à Saqqarah, datant de la IVe dynastie et qui indiquent que ce prêtre s'occupait du culte funéraire de Séned et de Péribsen, dont les noms Séned et Péribsen sont inscrits dans des cartouches sur plusieurs blocs dont la fausse-porte, ainsi que Inkef, peut-être un frère ou un cousin de Shery, qui portait aussi le titre de superviseur des prêtres du Ka de Péribsen.
Un sceau cylindrique de provenance inconnue indique le nom de Péribsen à l'intérieur d'un cartouche et donne l'épithète Mery-netjerou (aimé des dieux). Cet inscription conduit les égyptologues et les archéologues à la conclusion que le sceau a dû être créé plus tard, in memoriam, parce que l'utilisation des cartouches royaux a commencé bien après le règne de Péribsen.
Les égyptologues tels que Helck identifient Sekhemib avec le nom en cartouche ramesside Ouadjenes et associent Péribsen avec un roi nommé Séned. L'égyptologue Dietrich Wildung pense de la même façon et identifie Sekhemib avec le nom de Nebty-Ouneg et Péribsen avec Séned,. Aidan Dodson propose quant à lui que Péribsen soit associé au nom Néferkasokar et Sekhemib pourrait en conséquence être associé au mot Houdjefa, signifiant lacune, situé dans les listes entre les noms Néferkasokar et Beby/Bebty, correspondant au roi Khâsekhemouy.
Le roi est peut-être cité sur les annales de la pierre de Palerme, les traces de l'animal séthien semble être présente sur la partie supérieure du quatrième registre du fragment I du Caire correspondant à la titulature du roi, mais cela reste incertain.

## Identité

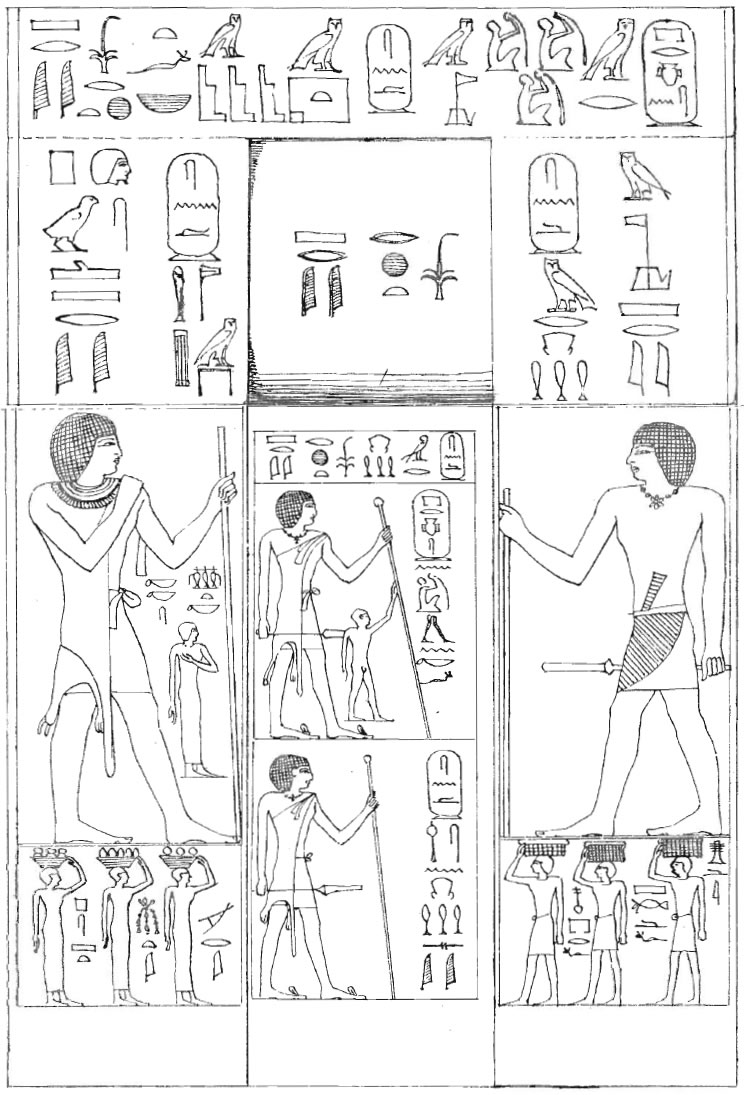
Fausse-porte de la tombe de Shery mentionnant les noms de Séned et Péribsen.

Les égyptologues Walter Bryan Emery, Kathryn A. Bard et Flinders Petrie croient que Péribsen était aussi connu sous le nom de Sekhemib-Perenmaât, un autre souverain de la IIe dynastie qui avait relié son nom au dieu faucon Horus. Comme preuve, les sceaux d'argile de Sekhemib trouvés à l'entrée de la tombe de Péribsen soutiennent cette hypothèse. La tombe de Sekhemib n'a pas encore été retrouvée,,,.
Cette théorie est discutable ; Hermann Alexander Schlögl, Hans Wolfgang Helck, Peter Kaplony et Jochem Kahl soutiennent que les sceaux d'argile de Sekhemib n'ont été trouvés qu'à l'entrée de la tombe de Péribsen et aucun d'eux ne représente Péribsen et Sekhemib en une seule inscription. De plus, ils font remarquer qu'il était d'usage pour un pharaon d'enterrer et de sceller la tombe de son prédécesseur ; la présence des sceaux de Sekhemib montre la ligne de l'héritage dynastique. Des conclusions similaires peuvent être tirées des tablettes d'ivoire du roi Hotepsekhemouy trouvées à l'entrée de la tombe du roi Qâ et des sceaux d'argile de Djéser trouvés à l'entrée de la tombe de Khâsekhemouy. Schlögl, Helck, Kaplony et Kahl sont convaincus que la découverte des sceaux de Sekhemib confirme l'idée que Sekhemib aurait immédiatement succédé à Péribsen et aurait procédé à son enterrement.
Les chercheurs Toby Wilkinson et Helck croient que Péribsen et Sekhemib auraient pu être parents. Leur théorie est basée sur les inscriptions de vases en pierre et les empreintes de sceaux qui montrent de fortes similitudes dans leur typographie et leur grammaire. Les vases de Péribsen portent la mention ini-setjet (hommage du peuple de Sethroë), tandis que les inscriptions de Sekhemib portent la mention ini-khasout (hommage aux nomades du désert). Une autre indication que Péribsen et Sekhemib étaient apparentés est le nom de serekh ; ils utilisent les syllabes Per et ib dans leurs noms,,.
L'inscription sur la fausse porte de Shery pourrait indiquer que Péribsen est identique au roi Séned (Séned signifie l'Effrayant ou Celui qui est craint) et que ce nom a été utilisé dans les listes royales en remplacement, comme le nom de Seth était interdit,. En revanche, Dietrich Wildung et Hans Wolfgang Helck identifient Péribsen avec le nom de cartouche ramesside Ouadjenes. Ils pensent qu'il est possible que le nom Per-ib-sen ait été mal interprété à partir d'une inscription hiératique négligée de Ouadj-sen.

## Nom du roi
Le nom royal de Péribsen est un sujet de curiosité pour les égyptologues parce qu'il est lié à la divinité Seth plutôt qu'à Horus, comme il était traditionnel pour le nom d'un pharaon. Traditionnellement, le nom d'Horus était écrit dans un serekh : l'image de la façade du palais royal sous un faucon représentant le dieu Horus. Au lieu de cela, Péribsen a choisi d'avoir l'animal sethien, représentant Seth, sur son serekh. Bien que Péribsen soit le seul pharaon connu à avoir l'animal sehtien inscrit seul sur son serekh, il n'est pas le seul roi à s'associer avec Seth. Les exemples incluent le pharaon de la XIIIe dynastie Meribrê Seth, les dirigeants de la XIXe dynastie Séthi Ier et Séthi II et le roi de la XXe dynastie Sethnakht,.
Le débat se poursuit sur les raisons pour lesquelles Péribsen a choisi ce nom. Des théories antérieures ont favorisé l'idée que l'Égypte était divisée en deux royaumes pendant le temps de Péribsen ou qu'il était un hérétique, qu'il a cherché à commencer une nouvelle religion monothéiste avec Seth comme seul dieu adoré. Cependant, de nouvelles preuves et évaluations tendent à montrer que le royaume égyptien était unifié, mais a connu une vaste et profonde réforme sous la IIe dynastie. Les empreintes de sceaux des tombes de cette époque révèlent de grands changements dans les titres détenus par les hauts fonctionnaires, ce qui indique une réduction de leur pouvoir. D'autres empreintes de sceaux montrent que plusieurs divinités étaient vénérées sous Péribsen, réfutant la théorie du monothéisme, d'autres inscriptions contemporaines indiquant que la grammaire égyptienne était parfaite sous son règne : en particulier, les premières empreintes de sceaux avec des phrases complètes remontent au règne de Péribsen. Ainsi, le règne de Péribsen fut en fait une période de progrès culturel et religieux.
Le choix de Seth comme divinité protectrice par Péribsen et son règne pendant la période sombre de la IIe dynastie, a conduit les égyptologues et les historiens à chercher des explications possibles pour son nom et pour les temps troublés dans lesquels il vivait. Les sections qui suivent traitent de certaines des théories qu'ils ont mises de l'avant.
|             |     |     |
| \| \| \| \| |     |     |
|             |     |     |
| O1 · F34    | S29 | N35 |

| O1 · F34 | S29 | N35 |

|             |     |     |
| \| \| \| \| |     |     |
|             |     |     |
| O1 · F34    | S29 | N35 |

| O1 · F34 | S29 | N35 |

|             |     |     |
| \| \| \| \| |     |     |
|             |     |     |
| O1 · F34    | S29 | N35 |

| O1 · F34 | S29 | N35 |

|             |     |     |
| \| \| \| \| |     |     |
|             |     |     |
| O1 · F34    | S29 | N35 |

| O1 · F34 | S29 | N35 |

|             |     |     |
| \| \| \| \| |     |     |
|             |     |     |
| O1 · F34    | S29 | N35 |

| O1 · F34 | S29 | N35 |

|             |     |     |
| \| \| \| \| |     |     |
|             |     |     |
| O1 · F34    | S29 | N35 |

| O1 · F34 | S29 | N35 |

|             |     |     |
| \| \| \| \| |     |     |
|             |     |     |
| O1 · F34    | S29 | N35 |

| O1 · F34 | S29 | N35 |

|             |     |     |
| \| \| \| \| |     |     |
|             |     |     |
| O1 · F34    | S29 | N35 |

| O1 · F34 | S29 | N35 |

| M23 · X1 | L2 · X1 | O1 · F34 | S29 | N35 |

| M23 · X1 | L2 · X1 | O1 · F34 | S29 | N35 |

| M23 · X1 | L2 · X1 | O1 · F34 | S29 | N35 |

| M23 · X1 | L2 · X1 | O1 · F34 | S29 | N35 |

### Théories religieuses

#### Anciennes hypothèses
Une théorie qui a été populaire jusqu'au milieu du XXe siècle, soutenue par les égyptologues Percy Newberry, Jaroslav Černý, Walter Bryan Emery et Bernhard Grdseloff, a suggéré que Péribsen était un hérétique qui a cherché à introduire une nouvelle religion d'État monothéiste en Égypte, avec Seth comme seul dieu adoré. On pensait que les actions de Péribsen étaient semblables à celles du pharaon Akhenaton, pharaon de la XVIIIe dynastie, qui avait exigé des Égyptiens qu'ils ne servent qu'Aton. Newberry proposa que les prêtres d'Horus et de Seth s'affrontaient à la manière d'une guerre des roses pendant la seconde moitié de la IIe dynastie.
La théorie de Péribsen hérétique reposait sur trois observations : que le nom Péribsen était exclu des listes royales ultérieures, que la tombe du roi avait été détruite et pillée dans l'antiquité et enfin que les stèles de la tombe de Péribsen, qui montraient autrefois l'animal séthien, étaient gravement endommagées dans l'intention claire de faire disparaître le portrait de Seth. Les égyptologues ont émis l'hypothèse qu'il s'agissait des actions des opposants religieux à la caste des prêtres séthiens,. Jean-Philippe Lauer et Cecil Mallaby Firth se sont appuyés sur la théorie de Péribsen hérétique pour expliquer l'énorme quantité de vases de pierre portant le nom des rois des Ire et IIe dynasties, retrouvés sous la pyramide de Djéser dans des sacs portant les sceaux de Khâsekhemouy et de Djéser. Ils ont proposé que Péribsen avait pillé les tombes de ses prédécesseurs, disciples d'Horus, et dispersé leur équipement funéraire. Ces vases furent rassemblés dans le trésor royal pendant le règne de Khâsekhemouy après sa réunification de l'Égypte, et finalement mis sous la pyramide à degrés par Djéser, dans un acte de pieuse dévotion.

#### Nouvelles hypothèses
Aujourd'hui, cette théorie, ainsi que les conclusions de Lauer et Firth, sont largement remises en question. Des vestiges archéologiques de Péribsen ont été trouvés presque entièrement en Haute-Égypte. En particulier, son nom n'apparaît pas dans les documents de Basse-Égypte qui ont survécu à cette époque. On soutient que Péribsen n'a peut-être pas régné sur toute l'Égypte et qu'il n'avait donc pas le pouvoir d'imposer un changement de religion d'État. Une autre preuve qui va à l'encontre de la théorie du Péribsen hérétique est la fausse porte du prêtre Shery à Saqqarah. Shery a occupé son poste au début de la IVe dynastie. L'inscription sur la fausse porte relie le nom de Péribsen dans une phrase avec un autre roi obscur de la IIe dynastie, Séned. Selon l'inscription, Shery était le surveillant de tous les prêtres ouab du roi Péribsen dans la nécropole du roi Séned, dans son temple mortuaire et en tout autre lieu. Cela implique que le culte funéraire de Péribsen a continué au moins jusqu'à la IVe dynastie, ce qui va à l'encontre de l'hypothèse selon laquelle le nom de Péribsen ne pouvait être mentionné. De plus, des égyptologues comme Herman Te Velde soulignent que Shery n'était pas le seul prêtre de la IVe dynastie à participer au culte funéraire de Péribsen. Inkef, peut-être un frère ou un cousin de Shery, portait aussi le titre de superviseur des prêtres du Ka de Péribsen.
Les empreintes de sceaux trouvées dans la tombe de Péribsen à Abydos montrent plusieurs divinités : Ach, Min et Bastet, suggérant qu'ils étaient vénérés pendant le règne de Péribsen. Cette conclusion s'oppose à ce que Péribsen vénère un dieu unique, ou à ce qu'il promeuve le monothéisme,. La théorie hérétique de Newberry, Černý, Grdseloff et d'autres a été conçue à partir des informations archéologiques très limitées disponibles au cours de leur vie.  La plupart des empreintes de sceaux d'argile trouvées étaient encore non déchiffrées et non traduites à leur époque.
Pour Sainte Fare Garnot et Te Velde, en 1956, le nom Péribsen donne un sens religieux, avant même l'association avec une divinité. Le nom Péribsen signifie littéralement Celui qui vient par leur volonté ou Son cœur vient par leur volonté. La syllabe égyptienne sn signifie eux, leurs, ceux, qui révèle une écriture plurielle claire. Te Velde et Garnot sont convaincus que Péribsen a utilisé l'animal héraldique de Seth comme dieu protecteur de son serekh, mais a aussi lié son nom à Horus. Si c'était vrai, cela prouverait que Peribsen vénérait Horus et Seth sur un pied d'égalité de son vivant,. Au début des dynasties égyptiennes, il n'était pas rare que les noms des pharaons aient un sens pluriel ostentatoire et ambigu sur le plan religieux. Péribsen peut avoir été perçu comme une incarnation vivante d'Horus et de Seth, tout comme ses prédécesseurs sur le trône. Par conséquent, le nom de Péribsen peut en fait ne montrer aucune rupture dans la tradition sacrée ; il a ajouté le pouvoir de Seth à Horus. Comme autres exemples, les titres des premières reines dynastiques utilisaient des divinités patronnes plurielles, telles que celle qui est autorisée à voir Horus et Seth et celle qui porte Horus et Seth,. De même, le serekh inhabituel du roi Khâsekhemouy, le dernier souverain de la IIe dynastie, montre les divinités Horus et Seth ensemble au sommet du serekh. Horus porte la couronne blanche de Haute-Égypte et Seth porte la couronne rouge de Basse-Égypte. Les deux dieux sont représentés en face l'un de l'autre dans un geste de baiser. Ce nom spécial devait illustrer la double incarnation du roi en tant que représentant d'Horus et de Seth, avec pouvoir sur toute l'Égypte. Le nom de Khâsekhemouy peut être interprété comme une forme avancée du serekh de Péribsen,.
Les égyptologues Ludwig David Morenz et Wolfgang Helck font remarquer que le ciblage des animaux séthien n'a eu lieu qu'à partir du Nouvel Empire. L'effacement de l'animal de Seth sur les stèles de la tombe de Péribsen avait été attribué à une activité peu après sa mort selon la théorie de Péribsen hérétique ; de nouvelles découvertes suggèrent que l'endommagement n'a eu lieu que des siècles plus tard. L'historien Dietrich Wildung affirme que la nécropole d'Abydos n'était pas la seule à avoir été pillée dans l'Antiquité : les tombes de Saqqarah et de Gizeh ont également été saccagées. Il conclut donc que toute action ciblée contre ce pharaon en particulier peut être exclue.

### Théories politiques
Les théories antérieures de Newberry, Černý et Grdseloff disaient que l'État égyptien sous Péribsen souffrait de plusieurs guerres civiles, d'origine économique ou politique. S'il a été tenu responsable de la misère supposée dans le passé, cela pourrait expliquer pourquoi les listes royales ultérieures ont exclu Péribsen,.
En revanche, selon des théories plus récentes, si le royaume égyptien était divisé, la division se serait faite de manière pacifique. Des égyptologues tels que Michael Rice, Francesco Tiradritti et Wolfgang Helck évoquent les tombes-mastabas de Saqqarah et d'Abydos, autrefois palatiales et bien conservées, appartenant à de hauts responsables tels que Rouaben et Nefer-Setekh. Celles-ci sont toutes datées du règne de Nynetjer à celui de Khâsekhemouy, le dernier souverain de la IIe dynastie. Les égyptologues considèrent le témoignage archéologique de l'état des mastabas et de l'architecture originale comme la preuve que les cultes mortuaires des rois et des nobles de l'État ont eu lieu avec succès pendant toute la dynastie. Si c'est vrai, leur préservation est incompatible avec la théorie des guerres civiles et des problèmes économiques sous le règne de Péribsen. Rice, Tiradritti et Helck pensent que Nynetjer a décidé de laisser après sa mort un royaume divisé pour des raisons privées ou politiques et que la scission était une formalité soutenue par les rois de la IIe dynastie,,.
L'origine de la division politique est inconnue. C'est peut-être arrivé au début du règne de Péribsen ou peu avant. Parce que Péribsen a choisi la divinité Seth comme nouveau dieu protecteur de son serekh, les égyptologues sont d'avis que Péribsen était un chef de Thinis ou un prince de la maison royale thinite. Cette théorie est basée sur le fait que Seth est une divinité d'origine thinite, ce qui expliquerait le choix de Péribsen : son changement de nom n'était peut-être rien de plus qu'une propagande politique (et religieuse) intelligente,. On pense que Péribsen a gagné le trône de Thinis et n'a gouverné que la Haute-Égypte, tandis que d'autres souverains détenaient le trône memphite et gouvernaient la Basse-Égypte.

## Règne
Il semble y avoir des preuves archéologiques que Péribsen n'a régné qu'en Haute-Égypte. Son royaume se serait étendu l'île Éléphantine au sud, où une empreinte de sceau de Sekhemib a été découverte et où un nouveau centre administratif appelé La Maison Blanche du Trésor fut fondé sous Péribsen, jusqu'à Abydos a minima au nord où Péribsen s'est fait enterrer et où de nombreuses empreintes de sceaux de Sekhemib ont été découvertes.
La durée de règne du roi n'est pas connue. S'il est bien différent de Sekhemib, alors la découverte d'empreintes de sceaux de ce roi dans la tombe et l'enclos funéraire de Péribsen à Abydos semble montrer qu'il a régné immédiatement après ce dernier en ayant organisé ses funérailles. La découverte d'une empreinte de sceau de ce roi cette fois dans la tombe de Khâsekhemouy rapproche d'autant Sekhemib de ce dernier. Ainsi, l'ordre de succession Péribsen → Sekhemib → Khâsekhemouy est privilégié,. Le prédécesseur de Péribsen est par contre totalement inconnu.

### Accomplissements politiques

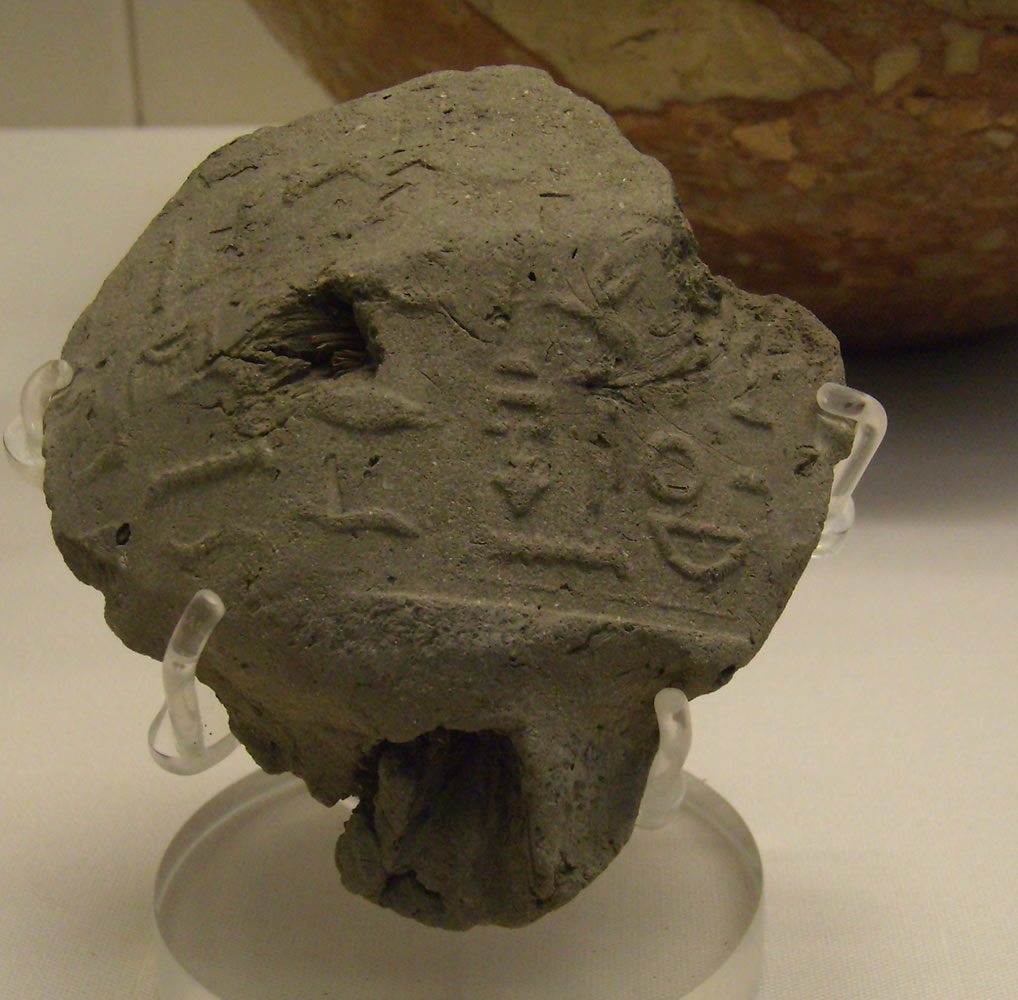
Sceau de Péribsen avec la première phrase complète en égyptien ancien.

Durant son règne, Péribsen fonda un centre administratif appelé La Maison Blanche du Trésor ainsi qu'une nouvelle résidence royale, appelée la Protection de Noubt, située près d'Ombos (Noubt étant le nom égyptien ancien de Nagada). Les titres administratifs des scribes, des porteurs de sceaux et des surveillants ont été ajustés pour correspondre à l'administration bureaucratique divisée de l'État. Par exemple, des titres comme Garde des sceaux du roi ont été changés en Garde des sceaux du roi de Haute-Égypte. Cette réforme bureaucratique peut indiquer une tentative de Péribsen de limiter le pouvoir de ces fonctionnaires, une preuve supplémentaire d'une administration étatique lourde et surchargée sous Nynetjer.
Le système d'administration sous Péribsen et Sekhemib avait une hiérarchie claire et bien définie ; à titre d'exemple, du rang le plus élevé au rang le plus bas : maison du Trésor (royale et donc de rang le plus élevé) → Service de pension → propriété → vignobles → vignoble privé (propriété des citoyens et donc de rang inférieur). Le roi Khâsekhemouy, dernier souverain de la IIe dynastie, a réussi à réunifier l'administration de l'État égyptien et donc l'ensemble de l'Égypte antique. Il a placé les deux Maisons du Trésor d'Égypte sous le contrôle de la Maison du Roi, les amenant dans un nouveau centre administratif unique,.
Péribsen a également fondé des édifices royaux tels que Per-noubt (« maison d'Ombos ») et Per-Medjed (« maison des réunions ») et créé plusieurs villes d'importance économique. Leurs noms, Afnout (« ville des fabricants de coiffes »), Nebj (« ville protectrice »), Abet-desheret (« ville des jarres de granit rouge ») et Huj-setjet (« ville des Asiatiques »), sont mentionnés sur de nombreux sceaux d'argile aux côtés du serekh de Péribsen, souvent précédé par la phrase visite du roi à ...,,. Les inscriptions sur les récipients en pierre mentionnent également un ini-setjet (« hommage du peuple de Sethroë »), ce qui pourrait indiquer que Péribsen a fondé un centre de culte pour la divinité Seth dans le delta du Nil. Cela peut suggérer que Péribsen a régné sur toute l'Égypte, ou, du moins, qu'il a été accepté comme roi à travers toute l'Égypte.
Un fonctionnaire du règne de Péribsen, Nefer-Setekh (« Seth est beau »), prêtre ouab du roi, est connu des égyptologues par sa stèle. Son nom peut souligner l'apparence et la popularité de Seth en tant que divinité royale.

Dans la tombe de Péribsen à Abydos, des sceaux d'argile ont été trouvés qui montrent la première phrase écrite complète de l'histoire égyptienne enregistrée. L'inscription se lit comme suit : 

« Le doré d'Ombos s'est unifié sur les deux royaumes pour son fils, le roi de Basse et Haute-Égypte, Péribsen, et l'a remis à son fils. »

 Le titre Le doré, également lu comme « Celui d'Ombos », est considéré par les égyptologues comme une forme religieuse d'adresse à la divinité Seth,,.

### Changements religieux
Malgré son alignement avec Seth, de nombreuses divinités étaient vénérées par la population sous Péribsen. De nombreuses empreintes de sceaux d'argile et inscriptions de jarres mentionnent les dieux Ach, Horus, Nekhbet, Min, Bastet et Kherty. Les représentations des divinités sont suivies du nom du lieu ou de la ville où elles ont eu leur principal centre de culte. Sur la pierre de Palerme, une statue d'Anubis et peut-être un domaine lié à Seth sont attribués à Péribsen, complétant les empreintes de sceaux d'argile, mais l'attribution de ces « cases-années » à Péribsen n'est pas partagée par tous les chercheurs, certains les attribuant à Nynetjer,. Curieusement, plusieurs empreintes de sceaux montrent un disque solaire sur l'animal séthien au sommet du serekh royal : le symbole du dieu Rê. Il n'y a aucune preuve archéologique que le dieu Soleil Rê faisait partie du panthéon égyptien à cette époque ; l'apparition du disque pourrait être la première preuve de l'évolution du culte solaire et des changements théistes. Le disque solaire apparaît en relation avec l'un des protecteurs de l'État (par exemple, sous le prédécesseur de Péribsen, Nebrê, le soleil était relié à Horus) ; sous Péribsen, il était relié à Seth. Sous le roi Khâsekhemouy, le soleil a finalement reçu son propre nom Rê et, au moment du changement de trône entre Khâsekhemouy et son successeur Djéser, plusieurs prêtres et fonctionnaires ont également relié leur nom à Rê,.

## Sépulture

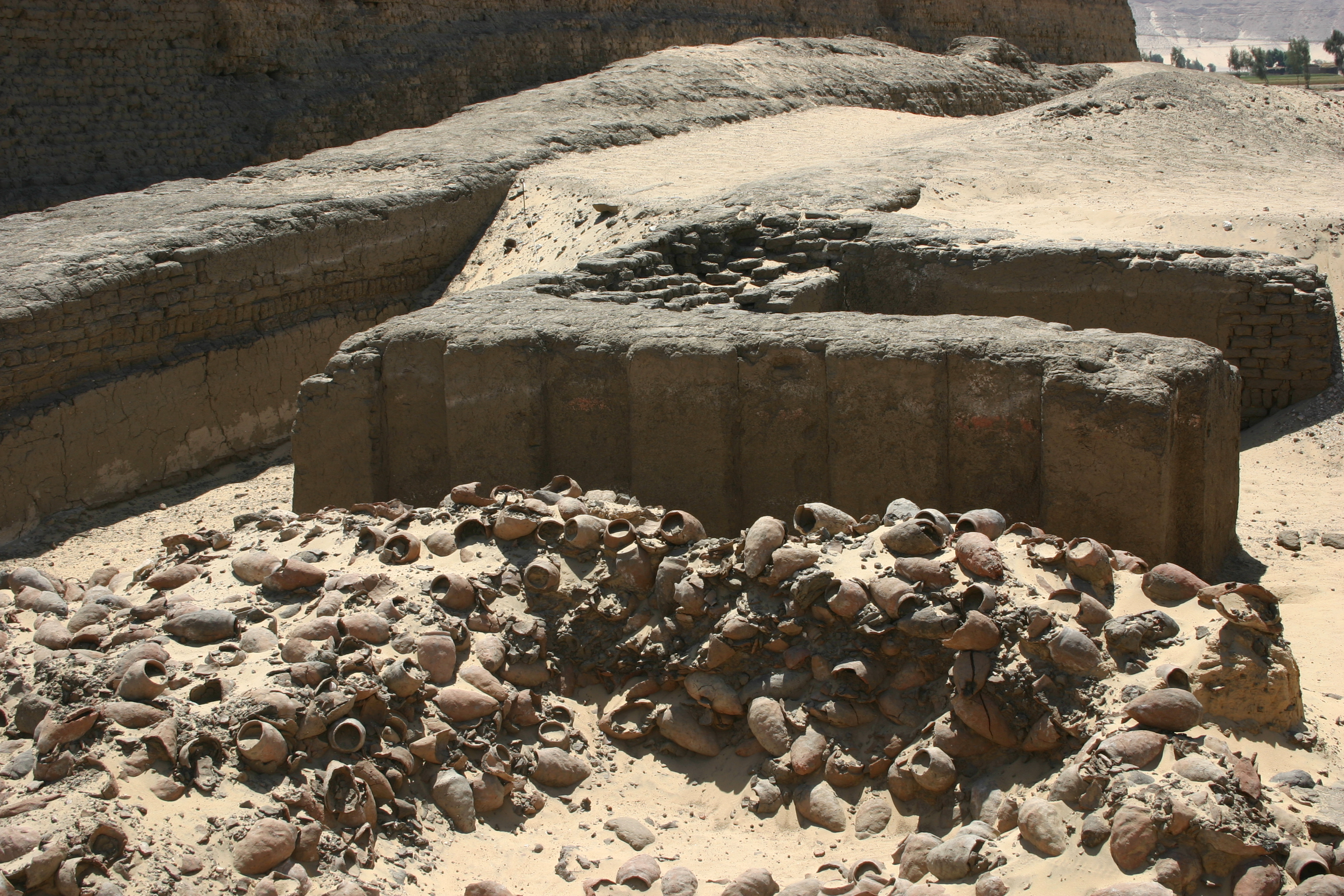
Tombe de Péribsen, à l'arrière, l'enclos du roi Khâsekhemouy est visible.

Péribsen a été enterré dans la tombe P du cimetière royal d'Oumm el-Qa'ab près d'Abydos. Les premières fouilles de la tombe ont débuté en 1898 sous la direction de l'archéologue et égyptologue français Émile Amélineau. Cette première incursion fut suivie de fouilles en 1901 et 1902 sous la direction de l'archéologue britannique Sir William Matthew Flinders Petrie,,. En 1928, l'égyptologue suisse Henri Édouard Naville poursuivit l'exploration de la tombe.
La construction de la tombe est simple et, comparée à la taille des autres tombes royales de la même région, elle est étonnamment petite. Le modèle était la tombe du roi Djer (troisième roi de la Ire dynastie), que l'on croyait être le Tombeau d'Osiris au Moyen Empire. L'architecture de la tombe de Péribsen est similaire à celle du palais résidentiel. La tombe mesure 16 × 13 mètres et comprend trois structures indépendantes imbriquées les unes dans les autres : au centre se trouve la chambre funéraire principale de 7,3 × 2,9 mètres, qui est faite de briques de terre, de roseaux et de bois. Au nord, à l'est et à l'ouest, la chambre funéraire est entourée de neuf petites pièces de stockage qui s'emboîtent les unes dans les autres ; sur la face sud se trouve une longue antichambre. Un passage passe entre les structures intérieures et le mur extérieur,,.
Des fouilles menées en 2001 et 2004 sous la direction du Deutsches Archäologisches Institut Kairo (DAIK) ont révélé que la tombe avait été érigée et achevée très rapidement. Les travaux de construction se sont déroulés en une seule phase, les murs ont été enduits grossièrement et le monument s'est effondré plusieurs fois au cours des siècles. Pendant le Moyen Empire, le tombeau de Péribsen fut restauré au moins deux fois avec celui de Djer, que l'on pensait être celui d'Osiris,.

### Objets trouvés

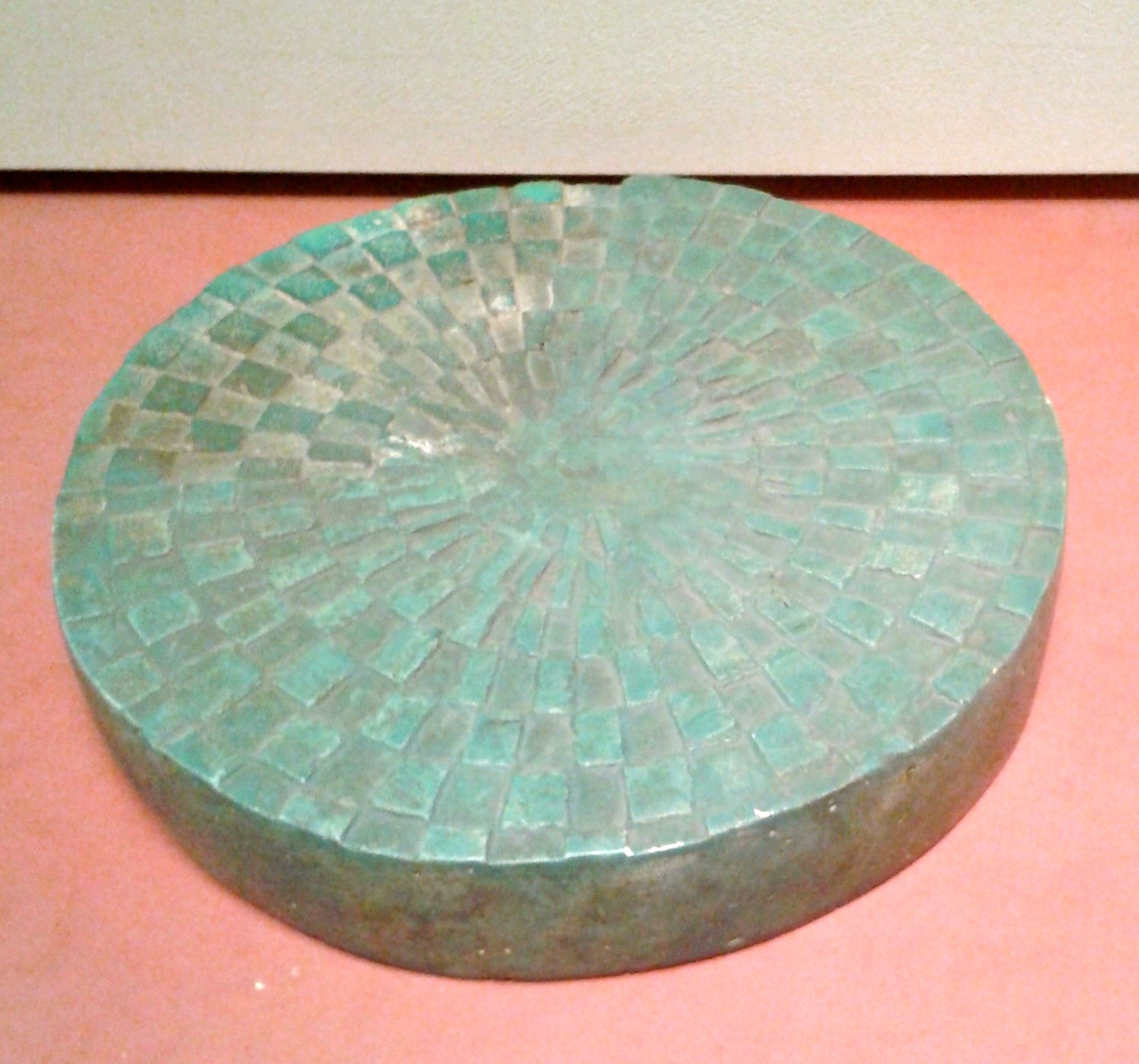
Plateau du jeu Mehen provenant de la tombe de Péribsen, exposé au Louvre.

Le tombeau avait été largement pillé pendant l'Antiquité, mais de nombreux vases en pierre et des jarres en terre sont restés. Certains des vases en pierre avaient des bords recouverts de cuivre et sont semblables aux trouvailles les plus connues de la tombe de Khâsekhemouy. On a également trouvé des vases des souverains précédents tels que Nynetjer et Nebrê. Des perles et des bracelets en faïence et cornaline et des outils en cuivre ont été excavés. Parmi les trouvailles particulières, mentionnons une aiguille d'argent gravée au nom du roi Hor-Aha et des fragments de sceau d'argile portant le nom du roi Sekhemib. Les deux stèles en pierre de l'entrée, communes aux chambres funéraires des Ire et IIe dynasties, sont maintenant exposées dans deux musées différents,,.

### Enclos funéraire
Une enceinte funéraire royale en briques de boue a été trouvée près de la tombe de Péribsen. Des sceaux d'argile portant le nom en serekh de Péribsen se trouvaient près de l'entrée est et à l'intérieur d'un sanctuaire d'offrandes détruit. Les résultats appuient l'idée que le bâtiment faisait partie du lieu de sépulture de Péribsen. L'enceinte funéraire est communément appelée Fort du Milieu. Il a été découvert pour la première fois en 1904 sous la supervision de l'archéologue canadien Charles Trick Currelly et de l'égyptologue britannique Edward Russell Ayrton. Le mur d'enceinte était situé du côté nord-ouest de l'enceinte funéraire de Khâsekhemouy Shunet ez Zebib (grange à raisins). Celui de Péribsen mesure 108 × 55 mètres et n'abritait que quelques bâtiments de culte. L'enceinte a trois entrées : une à l'est, une au sud et une au nord. Un petit sanctuaire de 12,3 × 9,75 m était situé à l'angle sud-est de l'enceinte funéraire. Il était jadis composé de trois petites chapelles. Aucune tombe subsidiaire n'a été trouvée,,.
La tradition d'enterrer la famille et la cour du roi à sa mort fut abandonnée à l'époque de Qâ, l'un des derniers souverains de la Ire dynastie.